# Военный контингент Латвии в Ираке
Военный контингент Латвии в Ираке — созданное весной 2003 года подразделение вооружённых сил Латвии, которое участвовало в войне в Ираке.

## История
17 января 2003 года премьер-министр Латвии Эйнарс Репше поручил министерствам иностранных дел и обороны проработать возможные варианты действий по поддержке США и НАТО в случае обострения ситуации вокруг Ирака.
23 января 2003 года Латвия разрешила США использовать воздушное пространство страны в случае войны с Ираком.
В мае 2003 года правительство направило военный контингент в состав сил международной коалиции. После завершения подготовки и акклиматизации, в августе 2003 года контингент из 140 военнослужащих прибыл в Ирак (100 пехотинцев были переданы в состав польского военного контингента и размещены в городе Эль-Хилла в центральной части Ирака, остальные 39 - размещены в городе Киркук и переданы под командование войск США).
8 июня 2004 года в районе города Эс-Сувайра в результате взрыва в перевозившем взрывчатку транспортном средстве польского военного контингента погибли шесть военнослужащих коалиционных войск (три военнослужащих инженерного подразделения Словакии, два военнослужащих Польши и один военнослужащий Латвии, он стал первой потерей контингента Латвии с начала участия в операции).
В июне 2007 года практически весь контингент был выведен из Ирака, 20 ноября 2008 года три последних военнослужащих Латвии покинули Ирак.
15 декабря 2011 года США объявили о победе и официальном завершении Иракской войны, однако боевые действия в стране продолжались.
В июне 2014 года боевики "Исламского государства" начали масштабное наступление на севере Ирака, после чего положение в стране осложнилось. 29 июня 2014 года на занятых ИГИЛ территориях Ирака был провозглашен халифат. 8 сентября 2014 года США стали наносить авиаудары по занятым ИГИЛ территориям и начали создание международной коалиции по оказанию помощи Ираку в борьбе с ИГИЛ.
2 ноября 2015 года было объявлено о возможности участия Латвии в военной операции в Ираке и в январе 2016 года сеймом было утверждено решение о отправке в состав войск НАТО в Ираке группы военных инструкторов. После убийства 3 января 2020 года в Багдаде иранского генерала Касема Сулеймани по распоряжению президента США обстановка в стране осложнилась. 5 января 2020 года парламент Ирака принял решение вывести все иностранные войска с территории страны и 9 января 2020 года все шесть военнослужащих Латвии были выведены на территорию Кувейта.
29 июля 2020 года правительство Латвии объявило о намерении отправить в состав войск НАТО в Ираке подразделение из 34 военнослужащих.

## Результаты
В общей сложности (с учётом ротаций личного состава), в 2003-2008 гг. в войне в Ираке приняли участие 1150 военнослужащих Латвии. Потери латвийского контингента в Ираке составили 3 военнослужащих убитыми и 5 ранеными.
Расходы на участие в операции в 2003-2008 гг. по официальным данным правительства Латвии составили 16 млн. 740 тыс. латов (30,5 млн. долларов США). Кроме того, правительство Латвии оказывало Ираку военную помощь - в июле 2005 года была бесплатно передана партия оружия советского производства общей стоимостью 600 тыс. долларов США (500 автоматов Калашникова, 40 ручных пулемётов, 100 гранатомётов, 20 120-мм миномётов и 500 гранат).